# NGC 2182
NGC 2182 је рефлексиона маглина у сазвежђу Једнорог која се налази на NGC листи објеката дубоког неба.
Деклинација објекта је - 6° 19' 35" а ректасцензија 6h 9m 30,9s. Привидна величина (магнитуда) објекта NGC 2182 износи 13,6. NGC 2182 је још познат и под ознакама LBN 998.